# ويليام أندرو باتون
ويليام أندرو باتون (بالإنجليزية: William Andrew Paton)‏ هو عالم أمريكي، ولد في 19 يوليو 1889، وتوفي في 26 أبريل 1991.